# Mountain View, North Carolina
Mountain View är en ort i Catawba County, North Carolina, USA.